# Trachylepis atlantica
Vous lisez un « article de qualité » labellisé en 2013.
Espèce
Synonymes
- Tiliqua punctata Gray, 1839[1][fn 1]
- Euprepis punctatus (Gray, 1839)[4]
- Mabuia punctata (Gray, 1839)[fn 2]
- Mabuya punctata (Gray, 1839)[6]
- Trachylepis (Xystrolepis) punctata Tschudi, 1845 ?[fn 3]
- Mabouya punctatissima O'Shaughnessy, 1874 nec Smith, 1849
- Mabuya maculata Andersson, 1900[fn 4]
- Mabuya atlantica Schmidt, 1945[fn 5]
- Euprepis atlanticus (Schmidt, 1945)[10]
- Trachylepis tschudii Miralles, Chaparro & Harvey, 2009[fn 6]

Trachylepis atlantica est une espèce de lézards de la famille des Scincidae que l'on rencontre sur l'archipel Fernando de Noronha au large de la côte nord-est du Brésil. Il est de couleur sombre avec quelques points plus clairs, et mesure généralement 7 à 10 cm de long. Sa queue est longue et musclée, mais se brise facilement. Très répandu à Fernando de Noronha, c'est un mangeur opportuniste qui se nourrit à la fois d'insectes et de végétaux, ainsi que du nectar d'Erythrina velutina ou de miettes de biscuits, voire des œufs de sa propre espèce. Certaines espèces introduites sur l'île, comme le Chat domestique (Felis catus), s'attaquent à ce lézard et il est touché par divers vers parasites.
Possiblement aperçu pour la première fois par Amerigo Vespucci en 1503, il est officiellement décrit en 1839. Son histoire taxonomique a par la suite été bouleversée à plusieurs reprises. Il a notamment été confondu avec Trachylepis maculata et d'autres espèces. Il est classé dans le genre Trachylepis, composé principalement d'espèces africaines, et pourrait avoir atteint l'île après avoir dérivé à travers l'océan Atlantique. L'espèce énigmatique (en) Trachylepis tschudii, qui serait originaire du Pérou, pourrait être de la même espèce.

## Description

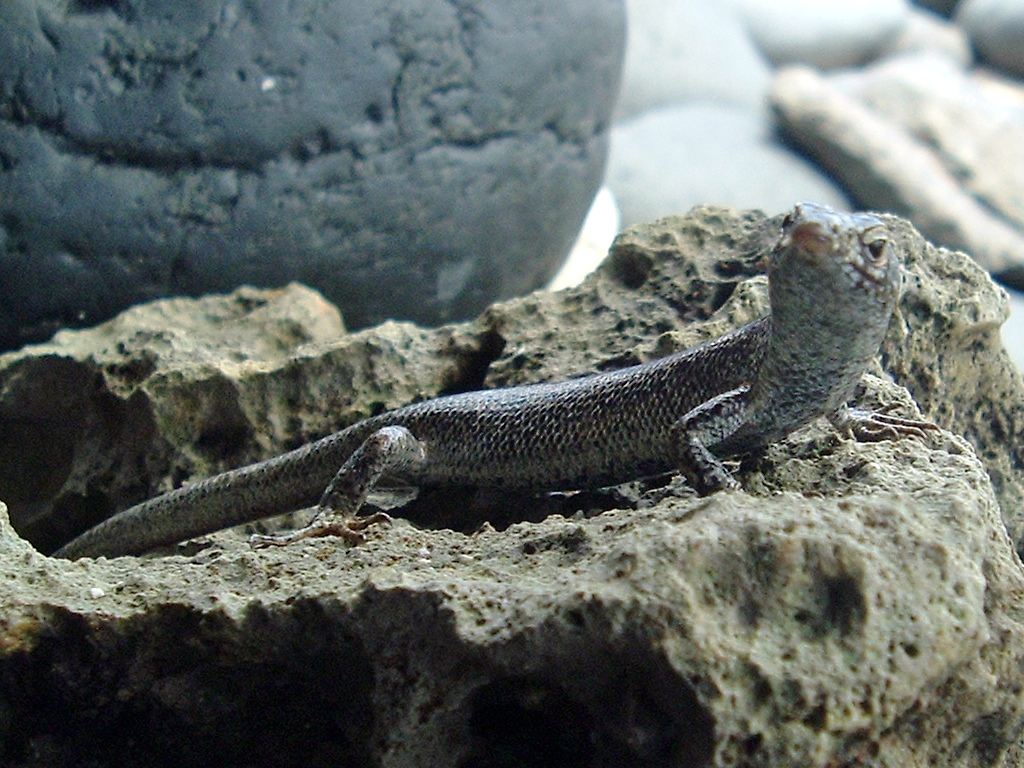
Trachylepis atlantica est très commun à Fernando de Noronha,,,.

Trachylepis atlantica,,, est couvert de points clairs et sombres sur le dessus, mais sa couleur peut sensiblement varier. Il n'a pas de rayures longitudinales. Les écailles du ventre sont jaunâtres ou grisâtres. Les paupières sont blanches à jaunes,,. Il a une petite tête avec de petites narines. La bouche est armée de petites dents coniques et d'une langue longue et fine. Les yeux sont petits et placés latéralement. Ils ont un iris sombre et arrondi. Il possède trois à cinq lobes auriculaires bien développés devant les oreilles, alors que les véritables Mabuya en sont dépourvus,. Les pattes postérieures sont plus longues et plus fortes que les petites pattes antérieures. La queue est plus longue que le corps. Elle est musclée mais fragile, a une forme presque cylindrique et s'aplatit légèrement à son extrémité.
Chez les reptiles, les caractéristiques des écailles sont importantes pour distinguer les espèces et les groupes d'espèces. Chez Trachylepis atlantica, les écailles situées au-dessus du nez se superposent, tandis que les écailles préfrontales sont disposées individuellement et peu en contact. Les deux écailles frontopariétales ne sont pas fusionnées. À la différence de T. maculata, les écailles pariétales sont en contact les unes avec les autres. Il y a quatre écailles supraoculaires. On compte 34 à 40 écailles sur les flancs de l'animal, entre la ceinture scapulaire et la ceinture pelvienne, ainsi que 58 à 69 écailles dorsales et 66 à 78 écailles ventrales,,,. Les espèces de Mabuya et T. maculata ont généralement moins d'écailles sur leurs flancs (jusqu'à 30),,. On compte 21 à 29 lamellae en dessous des quatre orteils, soit plus que chez T. maculata, qui en a 18,. Trachylepis atlantica a 26 vertèbres présacrales (situées avant le sacrum), comme la plupart des autres Trachylepis, mais à la différence des Mabuya américains qui en ont au moins 28.
Il existe des variations importantes au niveau des tailles des animaux au sein de l'espèce, et il n'est pas possible d'identifier le sexe d'un animal uniquement à partir de sa taille. Parmi les 15 mâles et 21 femelles T. atlantica recueillis en 2006, on a observé des longueurs de la bouche au cloaque variant entre 80,6 et 103,1 mm, soit en moyenne 95,3 mm, chez les mâles, tandis que la taille des femelles variait entre 65,3 et 88,1 mm, soit en moyenne 78,3 mm. Les mâles pèsent de 10,2 à 26 g pour une moyenne de 19 g, et le poids des femelles va de 6 à 15 g, soit en moyenne 10 g. Les mâles sont ainsi nettement plus gros que les femelles. Dans un échantillon d'une centaine d'individus prélevés en 1876, la longueur de la tête variait entre 12 et 18,9 mm, avec une moyenne de 14,8 mm, pour une largeur de 7 à 14,4 mm, soit en moyenne 9 mm. La queue avait une longueur comprise entre 93 et 170 mm, soit en moyenne 117 mm,.

## Écologie et comportement

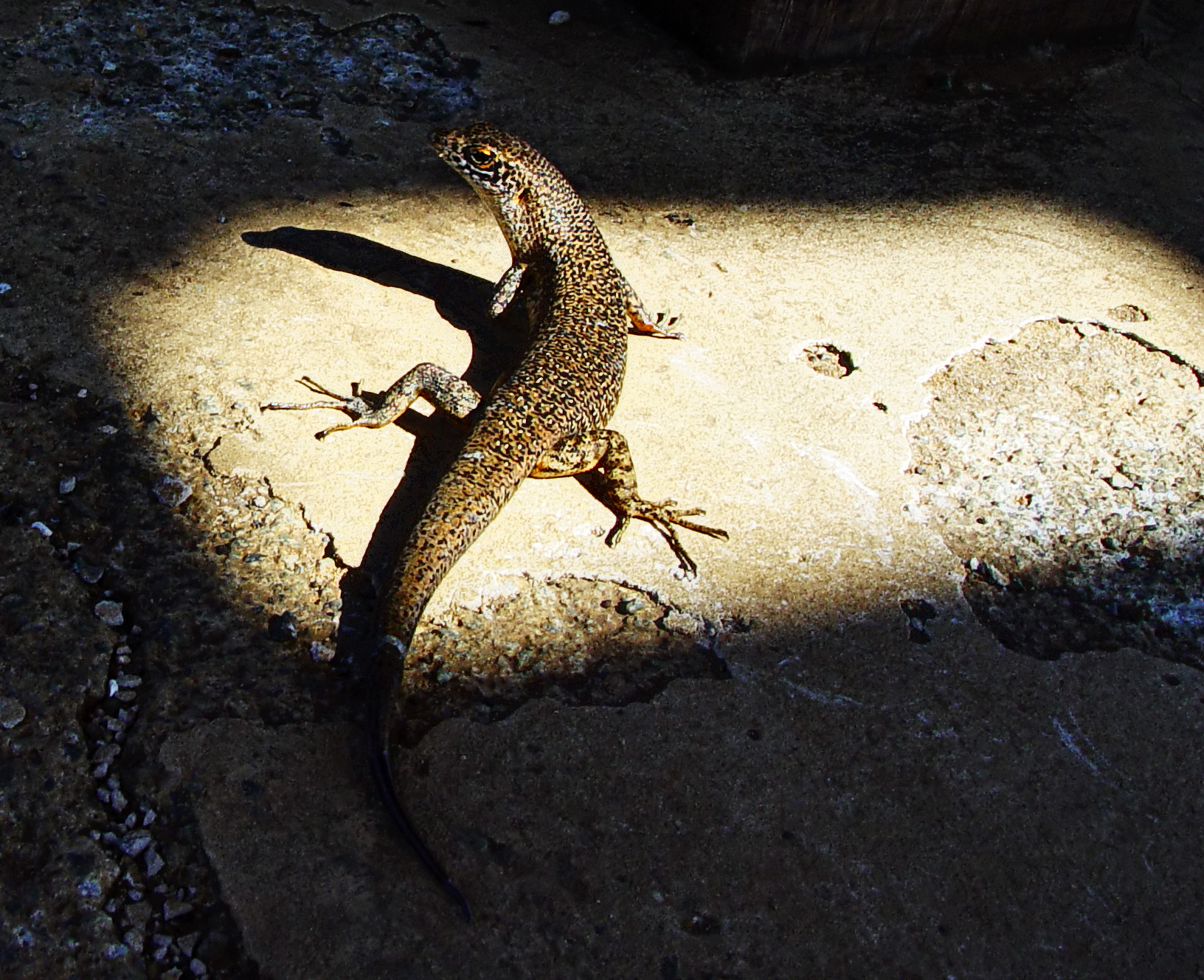
Trachylepis atlantica se réchauffant au soleil pour gérer sa température interne.

### Comportement général et rythme de vie
Trachylepis atlantica est actif pendant la journée. Sa température corporelle est en moyenne de 32 °C, soit quelques degrés de plus que la température de son environnement. Durant la journée, le corps peut atteindre des pics de température jusqu'à 38 °C vers midi, et la température corporelle est plus basse en début et en fin de journée. En début de matinée, le lézard peut se prélasser au soleil. Pendant qu'il recherche sa nourriture, il passe environ 28,4 % de son temps à se déplacer, ce qui est beaucoup pour un Trachylepis.
Un géologue qui a visité l'île en 1876 a noté que Trachylepis atlantica était curieux et audacieux :

« Bien assis sur les rochers nus j'ai souvent observé ces petits animaux qui me regardaient, apparemment avec autant de curiosité que je les regardais, tournant la tête de droite à gauche comme s'il faisait un effort pour être sage. Si je gardais le silence pendant quelques minutes, ils se glissaient vers moi et finalement sur moi, si je bougeais, ils se sauvaient sous les rochers, et en tournant, laissaient passer leurs têtes au-dessus des bords pour me regarder. »

### Alimentation

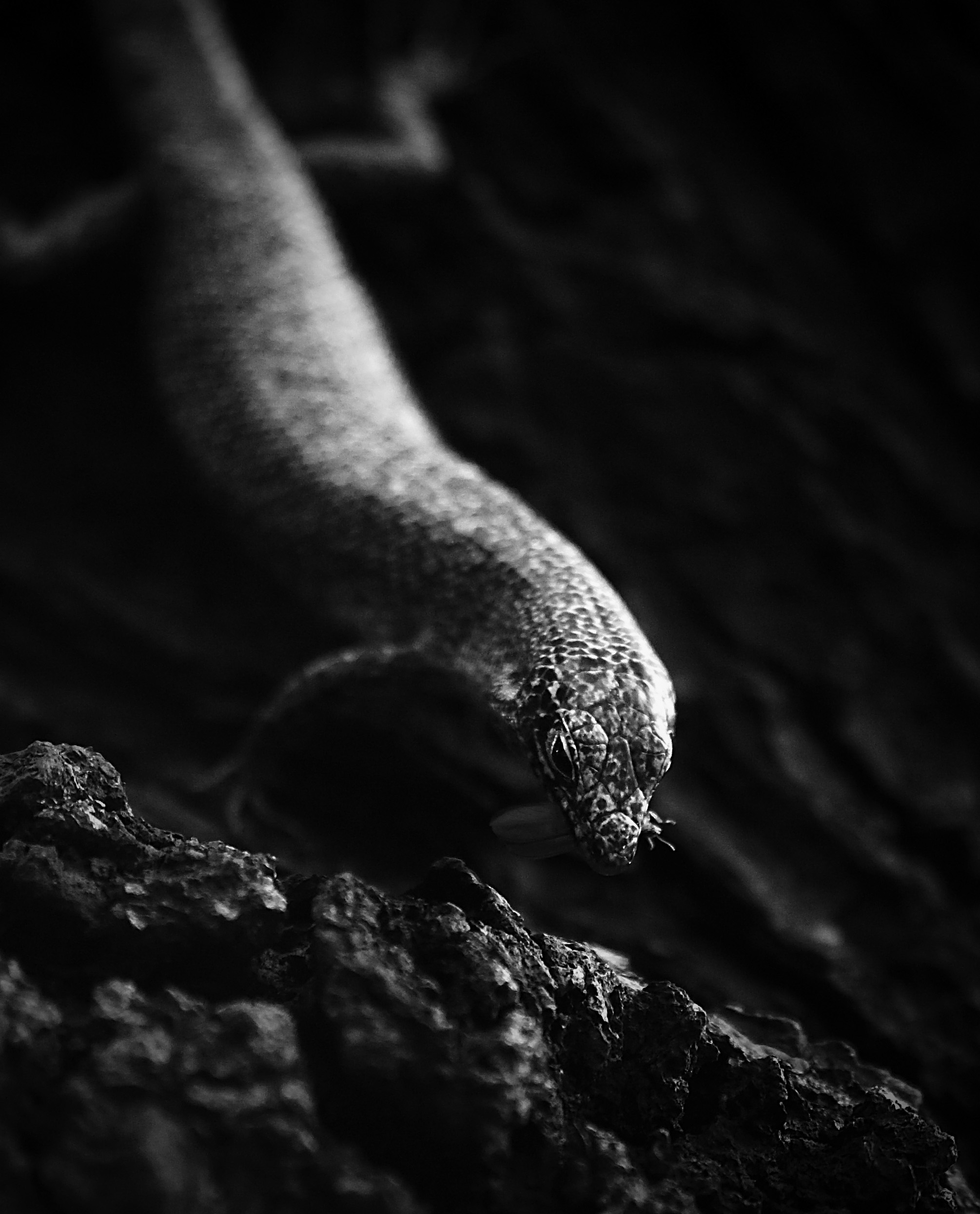
Les insectes représentent une part importante du régime alimentaire de Trachylepis atlantica.

Trachylepis atlantica est un omnivore opportuniste et « se nourrit de tout ce qui est comestible ». L'analyse des contenus stomacaux indique qu'il se nourrit principalement de matières végétales, au moins pendant la période sèche, mais il se nourrit aussi d'insectes comme les termites (Isoptera), les fourmis (Formicidae) et les coléoptères (Coleoptera), ainsi que de larves d'insectes. Ses proies sont mobiles, ce qui peut expliquer la proportion relativement élevée de temps qu'il passe en mouvement. Les espèces de Trachylepis qui lui sont apparentées se nourrissent principalement d'insectes, mais les populations insulaires sont souvent principalement herbivores. Trachylepis atlantica consomme en moyenne l'équivalent de 6,9 mm3 de proies, ce qui est moins que les autres Trachylepis.
Lorsque les arbres Erythrina velutina fleurissent pendant la saison sèche, les Trachylepis atlantica grimpent jusqu'à 12 m de haut pour atteindre leurs inflorescences et se nourrir du nectar en insérant leurs têtes dans les fleurs. Ce nectar leur permet de s'approvisionner en sucre mais aussi en eau. De cette façon, Trachylepis atlantica participe à la pollinisation d'Erythrina velutina, puisque le pollen se dépose sur ses écailles et qu'il le laisse ensuite sur les stigmates de la prochaine fleur qu'il va visiter. Cela est d'autant plus remarquable qu'en général la pollinisation est rarement réalisée par des lézards, mais lorsqu'elle survient il s'agit généralement d'animaux insulaires. Les humains ont introduit des sources de nourriture sur l'île pour ce lézard, comme les Acacia dont Trachylepis atlantica se délecte des graines. Il s'alimente également des excréments de Cobaye des rochers (Kerodon rupestris), de mouches mortes, de jeunes Hemidactylus mabouia et de miettes de biscuits laissées par les touristes. La disponibilité de ces sources de nourriture peut contribuer à accroître l'abondance de Trachylepis atlantica. En 1887, Henry Nicholas Ridley observe des Trachylepis atlantica mangeant des peaux de banane et le contenu d'œufs de Tourterelle oreillarde. Plusieurs cas de cannibalisme ont été rapportés, le lézard ayant été vu mangeant des œufs, des juvéniles ou la queue d'un adulte de son espèce.

### Prédateurs et parasites

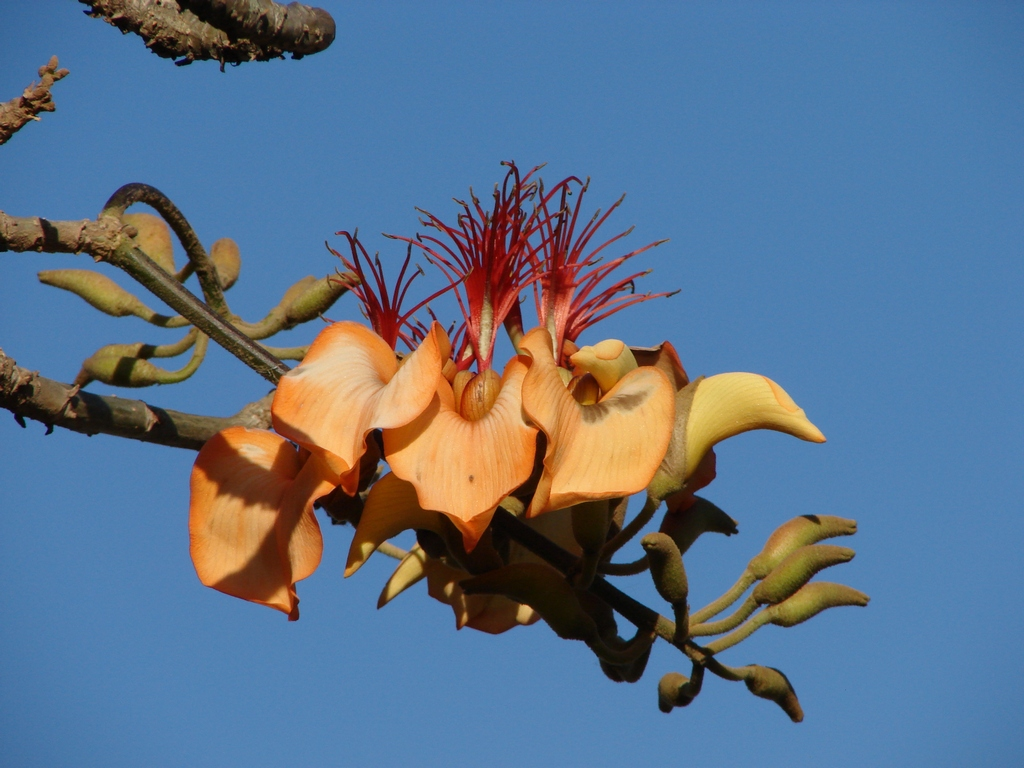
Ce lézard consomme le nectar des fleurs des Erythrina velutina.

Trachylepis atlantica n'avait probablement pas de prédateur avant que Fernando de Noronha ne soit découvert par l'Homme, mais plusieurs espèces qui sont arrivées depuis ont fait de lui une proie, comme notamment le Chat domestique (Felis catus) et le Héron garde-bœufs (Bubulcus ibis). Ceux-ci peuvent affecter négativement les effectifs du lézard dans certaines localités de l'île,. Le lézard Tupinambis merianae et trois espèces de rongeurs introduites, la Souris domestique (Mus musculus), le Rat brun (Rattus norvegicus) et le Rat noir (Rattus rattus), ont également été observés mangeant Trachylepis atlantica, mais les rongeurs, notamment la Souris domestique, ne s'en prennent peut-être qu'aux cadavres.
Selon une étude de 2006, Trachylepis atlantica est infecté par plusieurs vers parasites, le plus souvent par le nématode Spinicauda spinicauda. Un autre nématode, Moaciria alvarengai, est beaucoup plus rare. D'autres parasites rares comprennent deux trématodes : Mesocoelium monas et une espèce indéterminée de Platynossomum - et une espèce indéterminée de Oochoristica, un cestode. S. spinicauda se trouve habituellement exclusivement chez les lézards de la famille des Teiidae. Il a pu arriver sur l'île quand Tupinambis merianae, un Teiidae, y a été introduit en 1960. Parmi les nématodes, les études précédentes de 1956 et 1957 avaient seulement relevé M. alvarengai et Thelandros alvarengai chez Trachylepis atlantica. La présence de S. spinicauda pourrait expliquer la rareté de M. alvarengai et l'absence de T. alvarengai chez cette espèce lors d'une étude de 2006.

### Reproduction
On ne sait rien de sa reproduction, sauf que les animaux étudiés à la fin octobre et début novembre, au cours de la saison sèche, ne montrent pas d'activité sexuelle. Trachylepis atlantica est ovipare, comme beaucoup de Trachylepis, mais à la différence des Mabuya, qui sont tous vivipares.

## Répartition

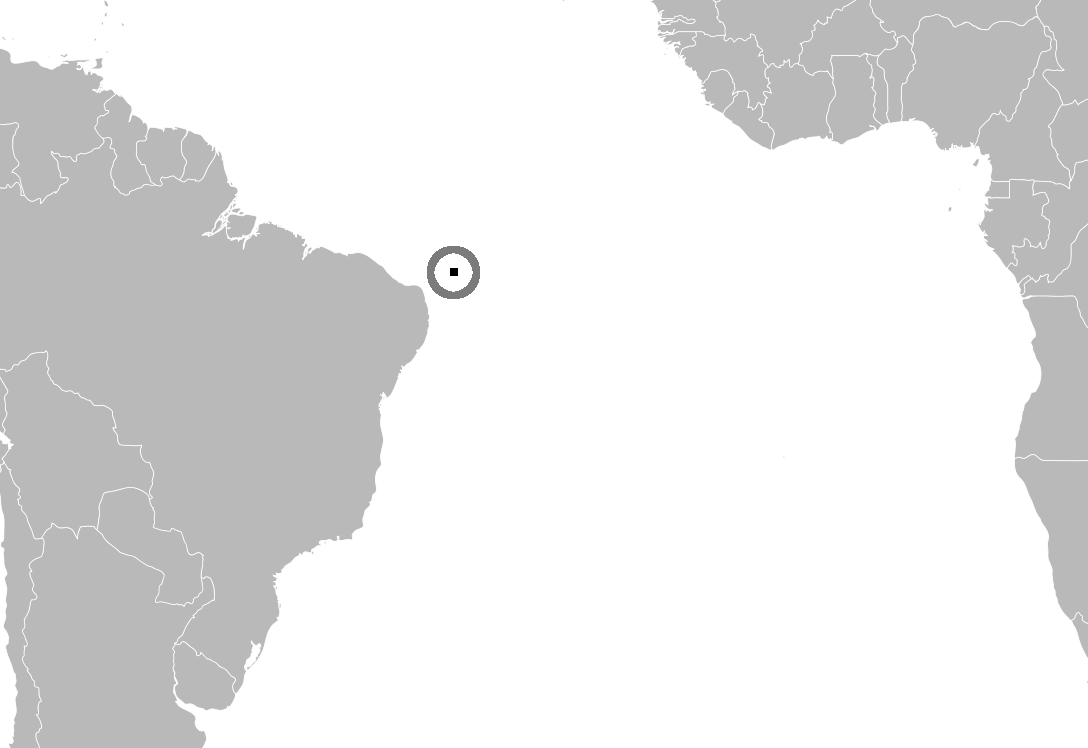
Localisation de l'archipel Fernando de Noronha, d'où est originaire Trachylepis atlantica.

Carte de l'archipel Fernando de Noronha.

Cette espèce est endémique de l'archipel Fernando de Noronha au Pernambouc, au Brésil. Trachylepis atlantica est très abondant sur l'ensemble de l'île principale de Fernando de Noronha,,,, et il lui arrive même fréquemment de rentrer dans les maisons. On le rencontre également sur les petites îles environnantes. Son abondance peut être liée à l'absence de concurrents dans sa niche écologique. En effet, en dehors de Trachylepis atlantica, l'herpétofaune de Fernando de Noronha se compose uniquement de l'amphisbène endémique Amphisbaena ridleyi et de deux espèces de lézards introduites, le gecko Hemidactylus mabouia et le tégu Tupinambis merianae.
L'espèce est présente dans plusieurs habitats différents, mais il affectionne particulièrement les rochers. Bien qu'il vive principalement au sol, c'est un bon grimpeur.

## Découverte et taxinomie
D'après d'anciens rapports sur ce qui pourrait être Fernando de Noronha, écrits à la suite du voyage d'Amerigo Vespucci en 1503, l'île était peuplé par des « lézards à deux queues », une appellation qui pourrait faire référence à Trachylepis atlantica. En effet, sa queue est longue et fragile, et elle se casse rapidement, comme celle d'autres lézards, avant de se régénérer. Si elle ne se casse que partiellement, une seconde queue peut néanmoins apparaître et la queue parait alors fourchue.

### XIXesiècle
L'espèce a été décrite pour la première fois par John Edward Gray en 1839 à partir de deux spécimens collectés par le HMS Chanticleer avant 1838,. Il emploie le nom Tiliqua punctata pour désigner cette espèce, et Tiliqua maculata pour une autre espèce de Guyane, parmi d'autres. Six ans plus tard, il reclasse ces deux espèces dans le genre Euprepis, aujourd'hui obsolète, de la famille des Scincidae. En 1887, George Albert Boulenger place les deux espèces dans le genre Mabuya et considère qu'il s'agit en fait d'une seule et même espèce, les regroupant sous l'appellation « Mabuia punctata ». Il rattache aussi à cette dénomination Mabouya punctatissima, décrit par Arthur William Edgar O'Shaughnessy en 1874 et présent en Afrique du Sud, qu'il considère comme un synonyme.

### XXesiècle
En 1900, Lars Gabriel Andersson indique que le terme punctata employé par Gray était déjà utilisé pour nommer Lacerta punctata décrit par Linnaeus en 1758, qu'il identifie comme Mabuya homalocephala. C'est pourquoi il change punctata en son synonyme maculata, et utilise donc Mabuya maculata pour désigner le lézard de Fernando de Noronha. Lacerta punctata se réfère en fait à l'espèce asiatique Lygosoma punctata, et non Mabuya homalocephala, mais le nom punctata donné par Gray reste néanmoins invalide. En 1931, Charles Earle Burt et May Danheim Burt utilisent à nouveau Mabuya punctata pour désigner l'espèce, notant qu'il s'agissait « apparemment d'une espèce distincte », mais ne font pas mention de maculata. En 1935, Emmett Reid Dunn réfute la conclusion de Boulenger selon laquelle punctata et maculata étaient synonymes, et ignorant apparemment les travaux d'Andersson, il réutilise Mabuya punctata pour désigner le lézard de Fernando de Noronha. Il écrit que ce lézard était très différent des autres Mabuya américains, et qu'il ressemblait plus aux espèces africaines.
Karl Patterson Schmidt, en 1945, confirme les conclusions de Dunn selon lesquelles maculata et punctata étaient deux espèces différentes, mais il note l'argument d'Andersson selon lequel punctata était un nom spécifique déjà utilisé et c'est pourquoi il introduit le nouveau nom Mabuya atlantica pour remplacer punctata. L'année suivante, H. Travassos, en désaccord avec Dunn et en méconnaissance des travaux d'Andersson et Schmidt, considère que les deux noms de Gray étaient synonymes et il utilise Mabuya punctata pour désigner l'espèce. Il considère également que Mabouya punctatissima et Trachylepis (Xystrolepis) punctata, décrits par Tschudi en 1845 au Pérou, appartiennent à la même espèce. En 1948, il prend connaissance des réflexions d'Andersson et retire Mabuya punctata en faveur de Mabuya maculata, comme Andersson l'avait fait. Le nom Mabuya maculata reste utilisé pour désigner le lézard les décennies suivantes, même si certains continuent d'utiliser Mabuya punctata, « non avertis des derniers changements de nomenclature ».

### XXIesiècle

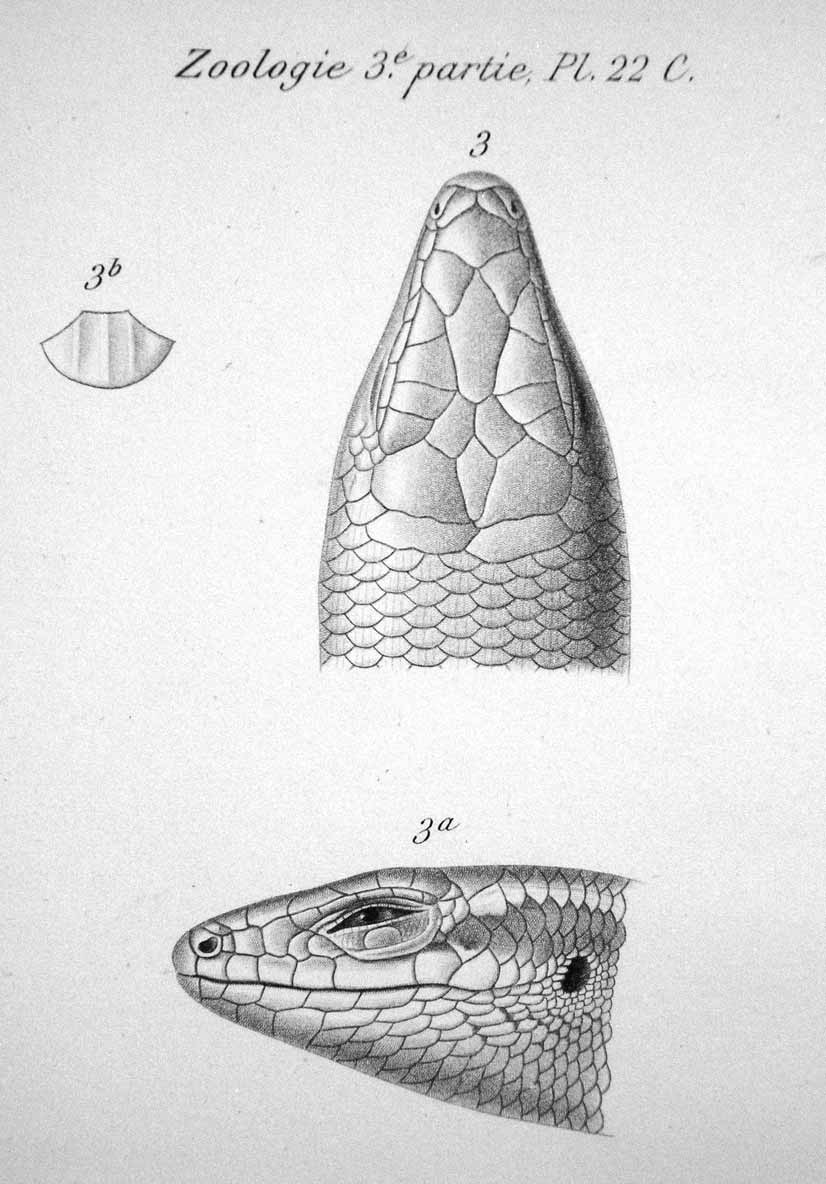
Trachylepis maculata a longtemps été confondu avec Trachylepis atlantica.

En 2002, Patrick Mausfeld et Davor Vrcibradic publient une note sur la nomenclature de l'espèce à la suite d'un réexamen des spécimens types de Gray. En dépit des nombreux efforts faits pour nommer correctement cette espèce, ils sont apparemment les premiers à entreprendre cette démarche depuis Boulenger en 1887. En s'appuyant sur les différences au niveau du nombre d'écailles, de lamelles sur la partie inférieure des doigts et d'arêtes sur les écailles dorsales, ainsi que sur la séparation des écailles pariétales (sur la tête derrière les yeux chez maculata) ils concluent que les deux espèces étaient bel et bien différentes et que la nomenclature établie par Schmidt, Mabuya atlantica, devait donc être utilisée. Mausfeld et Vrcibradic considèrent que Mabouya punctatissima représente une espèce différente, et ce d'après des observations de différences anatomiques, mais ils ne sont pas parvenus à résoudre le problème du statut de Trachylepis (Xystrolepis) punctata.
La même année, Mausfeld et son équipe entreprennent une étude sur la phylogénie de Trachylepis maculata en s'appuyant sur des analyses moléculaires de l'ADN mitochondrial des gènes de l'ARN ribosomique 12S et 16S, et montrent que l'espèce est plus liée aux espèces de Mabuya d'Afrique que d'Amérique, comme il a été suggéré à la suite d'observations morphologiques. Ils séparent l'ancien genre Mabuya en quatre nouveaux genres suivant l'origine géographique des lézards. Ainsi, l'espèce est classée dans le genre des animaux originaires d'Afrique, nommé Euprepis, et devient donc Euprepis atlanticus. En 2003, Aaron Matthew Bauer considère que le nom donné à ce clade est incorrect et le renomme en Trachylepis, son appellation actuelle,. Des études phylogénétiques récentes ont confirmé le lien entre cette espèce et les Trachylepis africains,.
En 2009, Aurélien Miralles et d'autres biologistes étudient le taxon maculata et concluent que l'espèce connue actuellement comme Trachylepis maculata appartient également à ce clade africain, mais ils sont incapables de déterminer si elle est indigène de Guyane ou non. Ils modifient également le nom de Trachylepis (Xystrolepis) punctata en Trachylepis tschudii, car ce nom avait déjà été donné à une autre espèce par Linné et Gray (Lacerta punctata). Bien qu'ils ne parviennent pas à trouver l'origine de T. tschudii, qui demeure connu par un unique spécimen, ils restent convaincus que cette espèce est identique à Trachylepis atlantica. Il pourrait également s'agir d'un représentant d'une espèce amazonienne encore inconnue.

## Origine

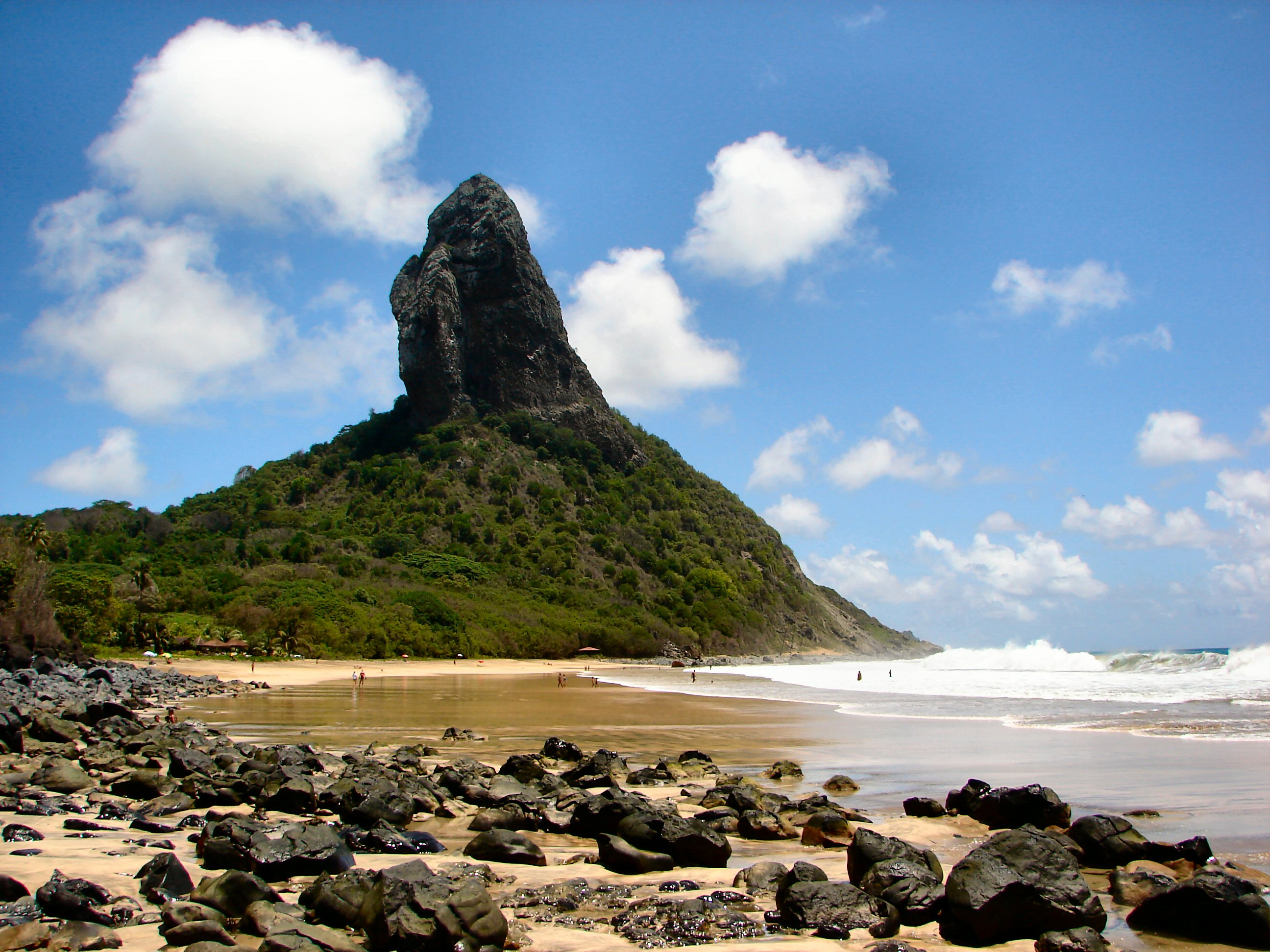
Vue de Morro do Pico à Fernando de Noronha.

Les analyses phylogénétiques s'appuyant sur divers gènes mitochondriaux et nucléaires placent Trachylepis atlantica parmi les espèces tropicales africaines de Trachylepis,,, une position également confirmée par des similitudes morphologiques,,. L'espèce est peut-être arrivée sur l'île après avoir dérivé sur un radeau de végétation en provenance d'Afrique du sud-ouest via le courant de Benguela et le courant sud-équatorial, qui passent à Fernando de Noronha. Cette possibilité a été suggérée par Alfred Russel Wallace avant 1888. Mausfeld et son équipe ont calculé que le voyage de l'Afrique à Fernando de Noronha prendrait 139 jours. Cette durée est trop longue pour que Trachylepis atlantica survive, et ils ont donc émis l'hypothèse suivant laquelle le lézard serait d'abord arrivé sur l'île de l'Ascension, avant de finalement débarquer sur Fernando de Noronha,.
Les Mabuya d'Amérique du Sud et des Caraïbes forment un clade qui semble être dérivé d'une autre colonisation par des reptiles venus d'Afrique,,. Ces deux colonisations transatlantiques auraient eu lieu au cours des dernières 9 millions d'années.

## Publications originales
- Gray, 1839 « 1838 » : Catalogue of the slender-tongued saurians, with descriptions of many new genera and species. Annals and Magazine of Natural History, sér. 1, vol. 2, p. 287-293 (texte intégral).
- Schmidt, 1945 : A new name for a Brazilian Mabuya. Copeia, vol. 1945, no 1, p. 45.